# Didunculus
Didunculus é um gênero de aves da família dos pombos, a Columbidae. Compreende apenas duas espécies, sendo uma ainda viva, D. strigirostris, e outra extinta, a D. placopedetes. Ambas sem "parentes" próximos vivos próximos. Estudos mostraram que são geneticamente próximos do dodô e o próprio termo Didunculus  significa "pequeno dodô". A anatomia da mandíbula e língua, e sua aparência parecida com os papagaios sugeriram um parentescos com os mesmos, porém essas características evoluíram devido a sua dieta especializada, e não pela linhagem.

## Espécies
Apenas duas espécies foram descritas:
- † Didunculus placopedetes, extinta e conhecida apenas a partir de restos subfósseis em vários sítios arqueológicos em Tonga.
- Didunculus strigirostris, espécie em perigo de extinção, encontrada apenas em Samoa.